# Schefflera multifoliolata
Schefflera multifoliolata là một loài thực vật có hoa trong Họ Cuồng cuồng. Loài này được Merr. miêu tả khoa học đầu tiên năm 1933 publ. 1934.